# 헤이자자
헤이자자(중국어: 黑嘉嘉, 영어: Joanne Missingham 조앤 미싱엄[*], 흑가가, 1994년 5월 26일~)는 대만의 바둑 기사이다.
바둑 공부를 위해 중국에 유학하여 중국에서 입단하였다. 오스트레일리아인의 부친과 대만인의 어머니 사이에서 태어났다.

## 출생 및 바둑입문
- 호주 브리즈번에서 태어남.
- 부친은 호주 출신, 모친은 타이베이 출신으로, 혼혈 태생이다.
- 4살때 가족과 함께 대만으로 이주, 6살때 바둑 입문. 2년 뒤 아마추어 초단.
- 2005년 가족과 함께 미국 캘리포니아 샌디에이고로 이주.
- 2008년 중국 톈진으로 이주.

## 약력
- 2008년 7월 20일 입단(2위) 프로 초단.
- 2008년 세계마인드스포츠대회 8강.
- 2009년 광저우 아시안게임 대만 대표로 발탁.
- 2010년 오스트레일리아 대표로 제1회 궁륭산 병성배 준우승. 광저우 아시안게임 여자 단체전에서 동메달(대 일본)